# 因為我有你
《因為我有你》是為了2010年迪士尼經典動畫長片《魔髮奇緣》而製作的英語愛情主題曲，由亞倫·孟肯作曲、葛倫·史雷特作詞。本曲為男女對唱曲，由擔任片中男女主角——樂佩公主與尤金·「費林雷德」·費茲柏特（Eugene "Flynn Rider" Fitzherbert）配音的美國演員曼蒂·摩爾、柴克·萊威兩人演唱。曲風是緩拍的民謠，融入了民族音樂、音樂劇、流行音樂的元素。歌詞內容描述兩人在相遇之後的心境、感情變化，而歌詞中的除了表示看到燈海美景之外，也象徵兩人因找到彼此而生的頓悟和明白。在正片中，本曲在樂佩與尤金兩人划船欣賞天燈施放儀式的時候開始演唱。而本片在英國上映時，則另有一個由歌手山农·桑德斯(Shannon Saunders)所演唱的流行版本，於片尾字幕時播放。
隨著《魔髮奇緣》於2011年引進台灣、香港及後來中國大陸中央電視台的播出，一曲分別被錄製為國語版的《因為我有你》和粵語版的《心裡全是你》，並同樣在動畫中作為配樂播出。女聲（樂佩）國語由陳秀珠、粵語由林可嘉、大陸央視版由李瀟瀟演唱；男聲（尤金）國語由古皓、粵語由何志文、大陸央視版由陳喆演唱。而在《魔髮奇緣》原典——《長髮姑娘》的起源地德國，本曲的德語版歌名為（我終於看見光明）。

## 背景
在替2006年《長毛狗》及2007年電影《曼哈頓奇緣》配樂之後，已八次獲得奧斯卡金像獎的亞倫·孟肯被請去替《魔髮奇緣》製作新的配樂，而他請作詞家葛倫·史雷特與自己合作。在一開始，兩人譜了一首名為的曲子，由片中樂佩的養母及反派角色——葛索媽媽（Mother Gothel）以母親的方式唱給樂佩，但之後改為由尤金與樂佩對唱的浪漫曲調。於是一曲由和本曲所取代。

## 獲獎與提名
本曲獲得葛萊美獎的最佳影視媒體作品歌曲獎及拉斯維加斯影評人協會獎的最佳歌曲獎，於2011年時亦曾獲奧斯卡最佳原創歌曲獎及第83屆奧斯卡金像獎提名，也是亞倫·孟肯第14次作品獲得提名，但最終仍輸給蘭迪·紐曼在玩具總動員3中的配樂作品而未能獲獎。
| 第83屆奧斯卡金像獎     | 第83屆奧斯卡金像獎     | 第83屆奧斯卡金像獎     | 第83屆奧斯卡金像獎     | 第83屆奧斯卡金像獎     | 2010 | 最佳原創歌曲獎       | 魔髮奇緣原聲帶 | 提名 |
| 2010年廣播影評人協會獎 | 2010年廣播影評人協會獎 | 2010年廣播影評人協會獎 | 2010年廣播影評人協會獎 | 2010年廣播影評人協會獎 | 2010 | 最佳電影歌曲         | 魔髮奇緣原聲帶 | 提名 |
| 第68屆金球獎           | 第68屆金球獎           | 第68屆金球獎           | 第68屆金球獎           | 第68屆金球獎           | 2010 | 最佳歌曲             | 魔髮奇緣原聲帶 | 提名 |
| 拉斯維加斯影評人協會獎 | 拉斯維加斯影評人協會獎 | 拉斯維加斯影評人協會獎 | 拉斯維加斯影評人協會獎 | 拉斯維加斯影評人協會獎 | 2010 | 最佳歌曲             | 魔髮奇緣原聲帶 | 獲獎 |
| 第54屆葛萊美獎         | 第54屆葛萊美獎         | 第54屆葛萊美獎         | 第54屆葛萊美獎         | 第54屆葛萊美獎         | 2011 | 最佳影視媒體作品歌曲 | 魔髮奇緣原聲帶 | 獲獎 |

## 翻唱版本
- 美國童星賈姬·伊凡科（英语：Jackie Evancho）在其2012年專輯「銀幕詠歎（英语：Songs from the Silver Screen）」中，與其哥哥雅各布（Jacob Evancho）對唱了該曲的翻唱版。
- 在由多位日本聲優翻唱迪士尼經典歌曲的2012年專輯「迪士尼的美聲王子第二章」（ディズニー 声の王子様 第2章）中，本曲由綠川光和櫻井孝宏翻唱。
- 大衛·哈瑞斯（David Harris）在其2011年專輯中與澳洲女歌手杜拉克（英语：Lucy Durack）對唱了該曲的翻唱版本。